# Strada statale 280 dei Due Mari
La strada statale 280 dei Due Mari (SS 280) è una strada statale italiana di importanza fondamentale, collegando tra di loro l'aeroporto e la città di Lamezia Terme, con la città di Catanzaro. Attraverso di essa si raggiunge inoltre l'Autostrada A2 attraverso lo svincolo di Lamezia Terme.
È detta dei due mari perché attraversando longitudinalmente la provincia di Catanzaro, collega la costa ionica a quella tirrenica.

## Caratteristiche
L'attuale infrastruttura è frutto di un'opera di ammodernamento che ha visto la vecchia sede stradale essere dismessa e consegnata alla provincia di Catanzaro che l'ha dotata di una nuova classificazione, mentre la nuova strada risulta quasi interamente a quattro corsie con spartitraffico (strada extraurbana principale con limite massimo pari a 110 km/h). I tratti nei pressi di Catanzaro e nei pressi di Lamezia Terme non sono classificati come superstrada.

## Percorso
Ha inizio dalla rotatoria di fronte all'aeroporto di Lamezia Terme e, dopo un breve tratto di circa 2 km, incontra lo svincolo autostradale di Lamezia Terme dell'A2 Salerno-Reggio Calabria
Dall'uscita autostradale sono presenti: al km 3 lo svincolo di Lamezia Terme Sud, al km 6 lo svincolo di Lamezia Terme Est, al km 11 lo svincolo di Vena di Maida, al km 15 lo svincolo di Marcellinara, al km 18 lo svincolo di Settingiano, al km 21 quello di Sarrottino-Martelletto, al km 23 quello di Caraffa di Catanzaro, al km 26 quello di Catanzaro Sud - Germaneto - Università ed al km 28 quello di Catanzaro centro.
La statale finisce all'incrocio della SS 19 (viale Cassiodoro) nel comune di Catanzaro.

### Tabella percorso
| dei Due Mari                                |                                                                                   |      |           |                |
| Tipo                                        | Indicazione                                                                       | ↓km↓ | Provincia | Strada europea |
|                                             | Tirrena Inferiore Stazione di Lamezia Terme Centrale - Aeroporto di Lamezia Terme | 0,0  | CZ        |                |
| Inizio tratto strada extraurbana principale |                                                                                   |      | CZ        |                |
|                                             | Autostrada A2 del Mediterraneo - svincolo Lamezia Terme - Catanzaro               | 1,2  | CZ        |                |
|                                             | Lamezia Terme Sud                                                                 | 3,1  | CZ        |                |
|                                             | Lamezia Terme Est                                                                 | 7,2  | CZ        |                |
|                                             | Vena di Maida ex Tirrena Inferiore - ex delle Calabrie                            | 11,5 | CZ        |                |
|                                             | Marcellinara                                                                      | 19,3 | CZ        |                |
|                                             | Settingiano                                                                       | 23,7 | CZ        |                |
|                                             | Sarrottino e Caraffa Caraffa di Catanzaro - Martelletto                           | 26,2 | CZ        |                |
|                                             | Germaneto Catanzaro Sud - Soverato                                                | 28,0 | CZ        |                |
|                                             | della Piccola Sila Catanzaro                                                      | 31,2 | CZ        |                |
| Fine tratto strada extraurbana principale   |                                                                                   |      | CZ        |                |
|                                             | Catanzaro                                                                         | 32,3 | CZ        |                |
|                                             | Germaneto                                                                         | 32,8 | CZ        |                |
|                                             | Germaneto                                                                         | 33,4 | CZ        |                |
|                                             | delle Calabrie Catanzaro - Catanzaro Lido - Jonica                                | 34,2 | CZ        |                |

## Strada statale 280 dir di Germaneto
La strada statale 280 dir di Germaneto (SS 280 dir) è una strada statale italiana che prende il nome dall'omonimo quartiere di Catanzaro che permette di raggiungere.
Rappresenta il collegamento tra lo svincolo della SS 280 presso Sansinato e lo svincolo di Germaneto (SS 106 variante di Catanzaro).

## Strada statale 280 racc dei Due Mari
La ex strada statale 280 racc dei Due Mari (SS 280 racc), ora in parte riclassificata come strada statale 109 bis della Piccola Sila e in parte come strada statale 19 quater delle Calabrie, era una strada statale italiana di raccordo tra la SS 280 e la città di Catanzaro
La strada aveva origine in quel che ora è il bivio per la SS 109 bis e conduceva dapprima alla località Sant'Antonio, dove incrociava la strada statale 19 delle Calabrie, per proseguire verso il capoluogo calabrese.
Il suo tracciato venne poi inserito negli itinerari della strada statale 109 bis della Piccola Sila e della strada statale 19 quater delle Calabrie.